# Spawarka elektryczna

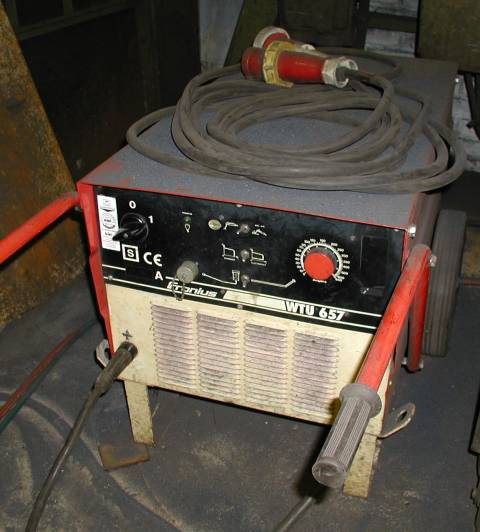
Spawarka elektryczna

Spawarka elektryczna – urządzenie służące do spawania, czyli łączenia elementów metalowych przy wykorzystaniu dodatkowego spoiwa, najczęściej w postaci elektrody. Złączenie następuje w wyniku nadtopienia materiału łączonego i elektrody, pod wpływem temperatury łuku elektrycznego powstającego między materiałem a elektrodą.
Źródłem prądu spawania jest najczęściej transformator spawalniczy zasilany napięciem sieciowym, jednofazowym (w Polsce 230 V) lub trójfazowym (w Polsce 400 V). Napięcie spawania jest dużo niższe, w związku z koniecznością uzyskania dużej wartości natężenia prądu, zgodnie z zależnością:
{\displaystyle {\frac {U_{wej}}{U_{wyj}}}={\frac {I_{wyj}}{I_{wej}}}.}
Spawarki transformatorowe są urządzeniami dużymi i ciężkimi – np. dla prądu spawania 300 A masa spawarki sięga nawet 350 kg (starsze polskie spawarki Bester czy Ozas).
Nowocześniejszymi urządzeniami są spawarki inwertorowe, w których zamiast transformatora spawalniczego wykorzystano falownik (ang. invertor), tj. układ elektroniczny składający się tranzystorów bipolarnych z izolowaną bramką (IGBT). Umożliwia to sterowanie prądem spawania za pomocą regulacji częstotliwości. Pozwoliło to na znaczne obniżenie masy urządzenia.
Dodatkowo najnowsze spawarki są już zasilane prądem DC z akumulatora, więc mamy spawarki zasilane prądem DC oraz AC (230 i 400 V).
Spawarki można też podzielić na kilka kategorii w zależności od tego, jaki proces wykorzystują do spawania tj.:
- spawarki MMA – spawające elektrodą otuloną,
- spawarki MAG – spawające drutem litym, ale tylko stal czarną oraz nierdzewną,
- spawarki MIG-MAG – spawające drutem litym oraz samoosłonowym stal czarną, nierdzewną, metale kolorowe w tym aluminium itd.,
- spawarki TIG DC – spawające nietopliwą elektrodą wolframową stal czarną oraz nierdzewną,
- spawarki TIG AC/DC – spawające nietopliwą elektrodą wolframową stal czarną, nierdzewną oraz metale kolorowe (aluminium itp.).